# Mycotypha africana
Mycotypha africana är en svampart som beskrevs av R.O. Novak & Backus 1963. Mycotypha africana ingår i släktet Mycotypha och familjen Mycotyphaceae.   Inga underarter finns listade i Catalogue of Life.